# Vukova Gorica
Vukova Gorica is een plaats in de gemeente Netretić in de Kroatische provincie Karlovac. De plaats telt 62 inwoners (2001).